# هیلی، نورث‌آمبرلند
هیلی (به انگلیسی: Healey) یک روستا و محله مدنی در بریتانیا است که در نورث‌آمبرلند واقع شده‌است. هیلی ۱۹۱ نفر جمعیت دارد.